# Centaurea karamianiae
Centaurea karamianiae — вид квіткових рослин айстрових (Asteraceae). Ендемік зх. Ірану.